# Olonkinbyen

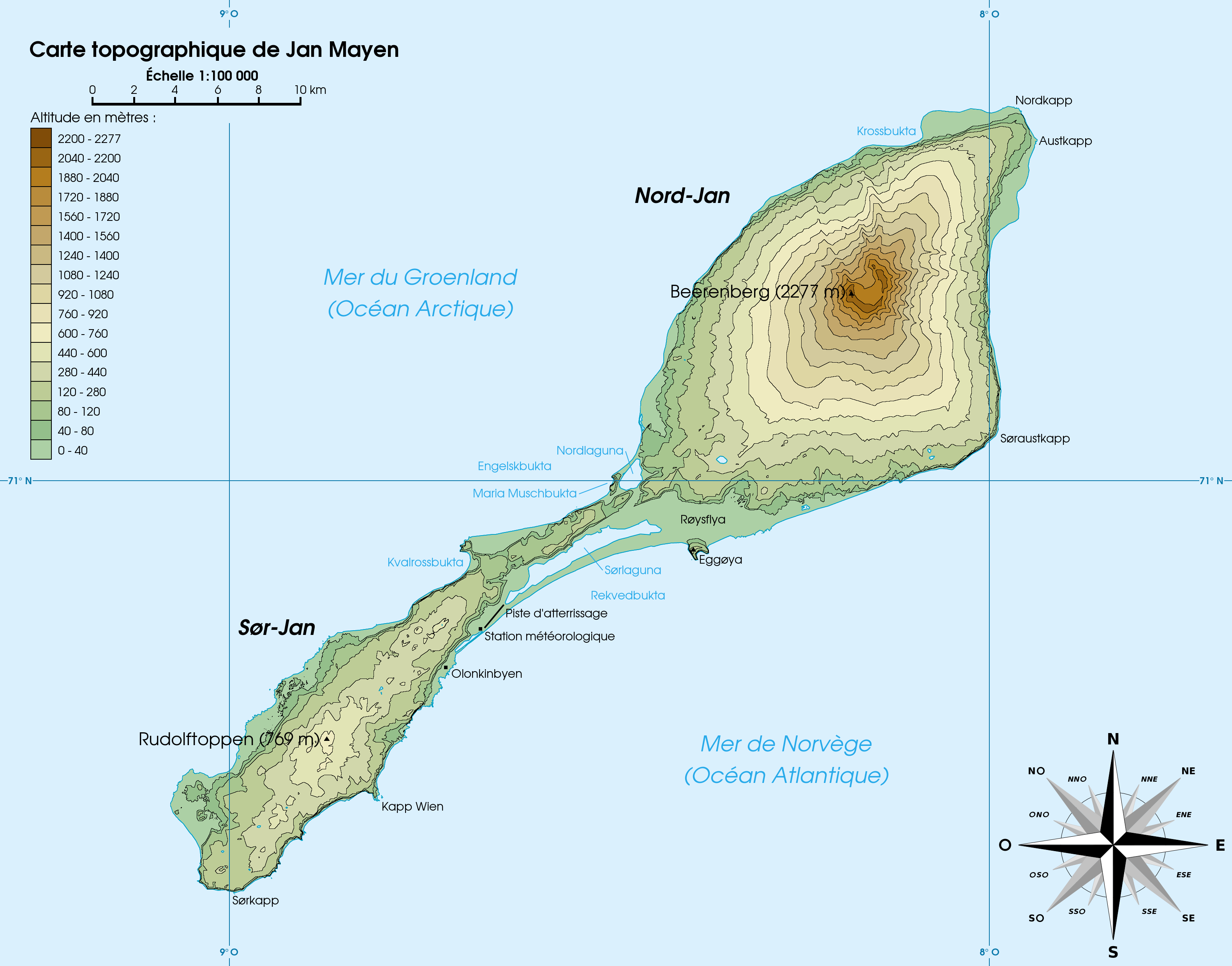
Lägeskarta, Olonkinbyen längst ned till höger

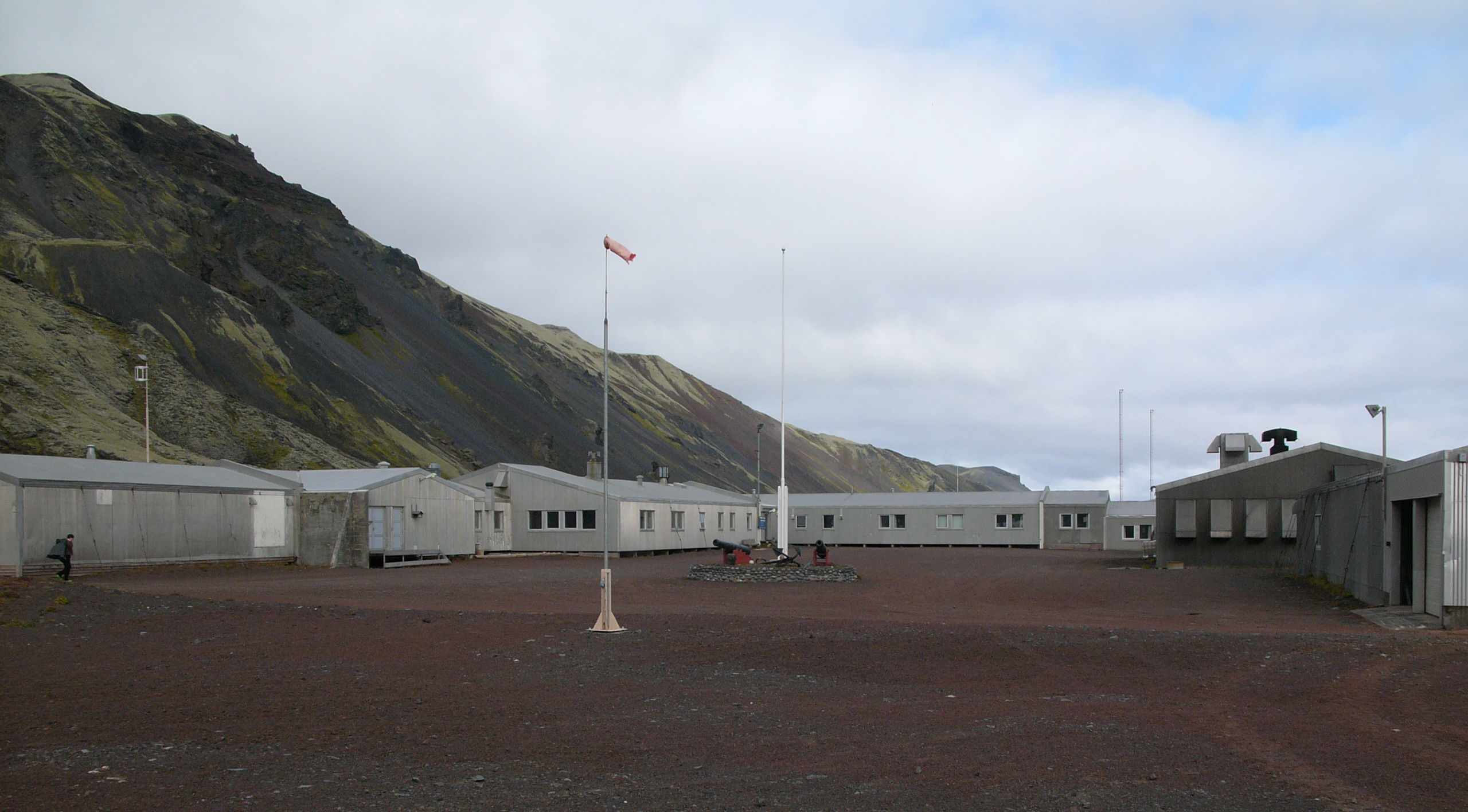
Stationen i Olonkinbyen

Olonkinbyen (svenska Olonkinbyn) är en liten station på ön Jan Mayen sydväst om Svalbard mellan Grönlandshavet och Norska havet. Bosättningen är den enda bebodda platsen på ön .

## Geografi
Olonkinbyen ligger på östkusten vid Trollsletta i Sør-Jan (Jan Mayens södra del) cirka 20 km nordöst om Hoybergodden (Jan Mayens och Norges västligaste punkt), cirka 25 km nordöst om Sørkapp (Jan Mayens sydligaste punkt) och cirka 5 km nordöst om Rudolftoppen (Sør-Jans högsta plats) .
Stationen är permanent bemannad och bebos av 18 personal där tjänstgöringstiden är 6 månader. Personalen byts ut i april och oktober varje år .
Personalen sköter Norska försvarets Loran-C-station (en radiostation inom LORAN-navigationssystemet, LOng Range Aid to Navigation) och meteorologiska institutets forskningsstation . Båda stationerna ligger några kilometer från Olonkinbyen.
Stationen har egen elförsörjning och övrig försörjning sker via Jan Mayens enda flygfält Jan Mayensfield (ICAOkod "ENJA") som ligger cirka 5 km nordöst om stationen.

## Historia
Stationen är döpt efter norsk-ryske Gennadij Nikitic Olonkin som tjänstgjorde på ön åren 1928-1929, 1930-1931, 1933-1934 och 1935-1936 .
Stationen byggdes 1961 och öppnades 1962 i samband med öppnandet av Loran-C stationen där .